# Carl Sofus Lumholtz
Carl Sofus Lumholtz (1851 – 1922) foi um etnógrafo e explorador norueguês, mais conhecido pelo seu trabalho de campo meticuloso e publicações etnográfica relativas às culturas indígenas da Austrália e México.

## Vida
Nascido em Faberg, Noruega, graduou-se em Teologia em 1876 pela Universidade de Christiania, agora Universidade de Oslo.
Lumholtz viajou para a Austrália em 1880, onde passou dez meses (1882-1883) com os habitantes indígenas da região de Herbert-Burdekin, no norte de Queensland. O livro resultante da viagem, Among Cannibals: An Account of Four Years' Travels in Australia and of Camp Life with the Aborigines of Queensland, publicado em 1988, é visto como uma das melhores pesquisas etnográficas daquela época e para aquela região. Anteriormente, vários autores tinham pesquisado a região, mas apenas comentando aspectos da estética e aparência física e da cultura material dos indígenas. Lumholtz providenciou um nível superior nas suas análises, tendo abordado as relações sociais, atitudes e papel das mulheres.
Mais tarde, Lumholtz viajou junto com o botânico Carl Vilhelm Hartman, ao México. Aí permaneceu durante vários anos, tendo conduzido várias expedições financiadas pelo American Museum of Natural History, de 1890 até 1910. Um dos resultados dessas expedições foi o seu livro em dois volumes intitulado Unknown Mexico (México Desconhecido). Nesta obra, foi o primeiro a descrever a cultura de muitos dos povos indígenas do noroeste do México, tais como os Cora, os Tepehuán, os Pima Bajo e especialmente os Tarahumara, com os quais viveu mais de um ano. Também descreveu os sítios arqueológicos, assim como a flora e fauna da região norte da Sierra Madre.
Algum tempo depois, Lumholtz explorou a Índia (1914 - 1915) e Bornéu (1915 - 1917), que se tornou na sua última expedição. Morreu nos Estados Unidos em 1922, tendo publicado seis livros sobre as suas descobertas.
O Parque Nacional Lumholtz, em Queensland, foi nomeado em sua honra quando foi criado em 1994. No entanto o nome do Parque mudou para Parque Nacional Girringun, em 2003. Também uma conífera mexicana, Pinus lumholtzii, e um espécie de marsupial, Dendrolagus lumholtzi, foram nomeados em sua honra.

## Publicações
Uma lista incompleta de obras:
- Among Cannibals; an account of four years' travels in Australia and of camp life with the aborigines of Queensland (1889).[2][3]
- Unknown Mexico; a record of five years' exploration among the tribes of the western Sierra Madre; in the tierra caliente of Tepic and Jalisco; and among the Tarascos of Michoacan (1902).
- Through Central Borneo; an account of two years' travel in the land of the head-hunters between the years 1913 and 1917 (1920).
- My life of exploration (1921).